# Adji-boto

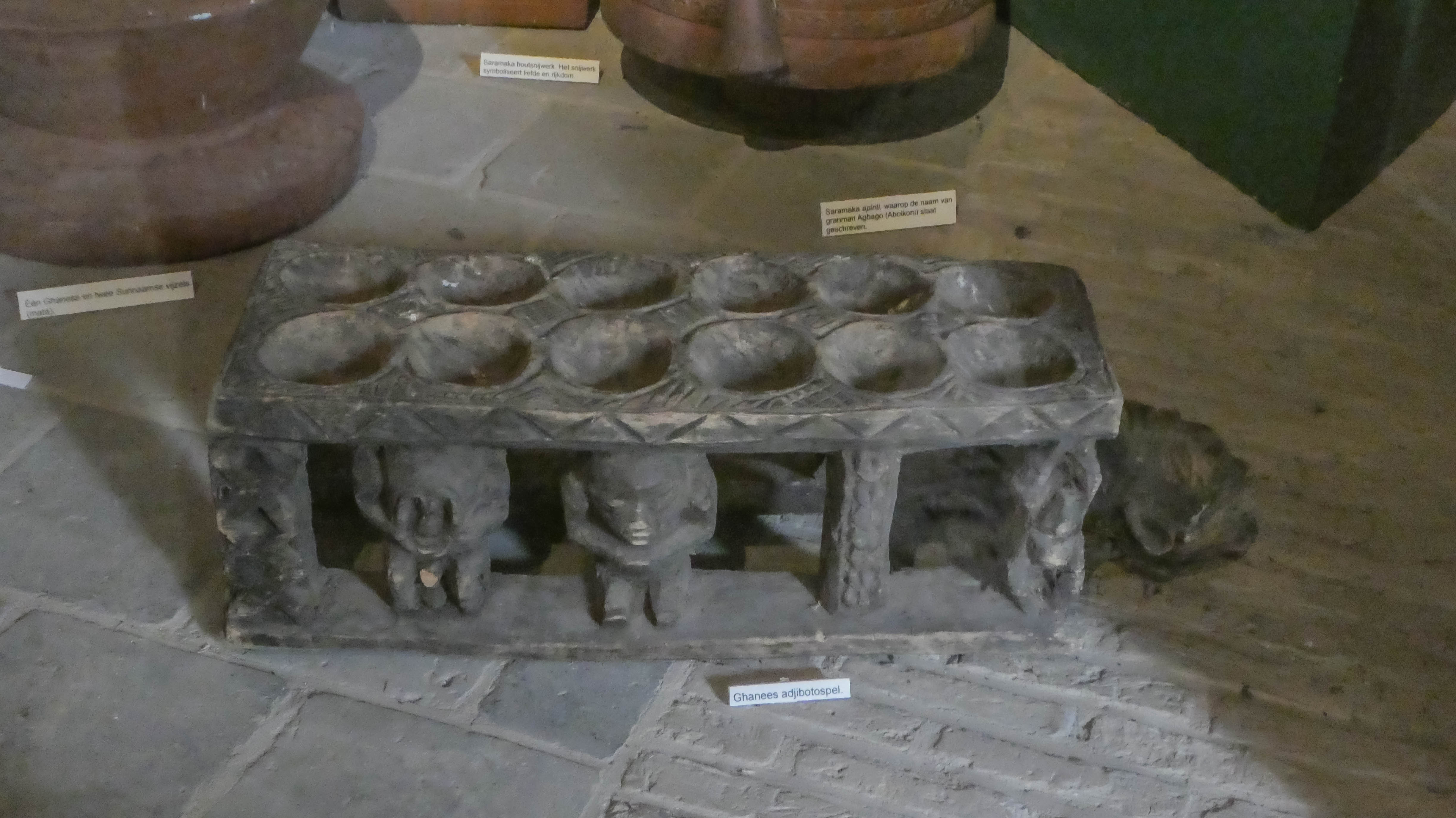

Lo Adji-boto è un gioco astratto della famiglia dei mancala giocato dai saramaccani, una tribù di maroon che vive lungo il fiume Saramacca, in Suriname. Il gioco ricorda alcuni mancala dell'Africa nordoccidentale, in particolare del Benin; in termini più generali, lo si può descrivere come una variante del Wari, che è il principale e il più diffuso fra i mancala sbarcati nelle Americhe a causa della tratta degli schiavi. Il nome significa "barca di sassi".

## Regole

### Tavoliere e disposizione iniziale
Il tavoliere da Ajiì-boto viene chiamato adji-bangi ("panca dei sassi") ed è costituito da 2 file di 5 buche, con 2 buche più grandi (granai) alle estremità chiamate boto ("barca"). Ogni giocatore controlla la fila di buche più vicina a sé e il granaio alla propria destra. Si gioca con 100 pezzi (sassi) che inizialmente vengono distribuiti uniformemente in numero di 10 per ogni buca.

### Turno
Al proprio turno, il giocatore preleva tutti i sassi eccetto uno da una delle sue buche e li semina in senso antiorario. Evidentemente non è possibile seminare a partire da una buca che contiene meno di 2 sassi. Nei primi 10 turni, inoltre, è obbligatorio iniziare la semina ogni volta da una buca diversa (in tal modo, al termine del decimo turno tutti i sassi sono stati certamente spostati).
Se l'ultimo seme cade in una buca (su qualunque lato del tavoliere) che precede una sequenza continua di buche contenenti 1, 3 o 5 sassi, i contenuti di tali buche sono catturati e deposti nel granaio del giocatore. (La mossa di apertura porterebbe a una cattura, che però non si considera valida, e costituisce quindi un'eccezione alla regola della cattura).

### Fine del gioco
Se un giocatore non è in grado di muovere, salta il turno. Se entrambi i giocatori non possono muovere, la partita finisce. Ognuno cattura i semi rimasti nella propria fila, e il giocatore che ha più sassi vince (il pareggio è possibile)

## Lo Adji-boto nella cultura
L'Adji-boto ha un importante significato spirituale nella cultura saramaccana. Lo si gioca durante un lutto, per intrattenere il deceduto, nel periodo di dieci giorni che precede la sepoltura; ma solamente di giorno. Di notte, il tavoliere viene lasciato a disposizione degli yorkas, gli spiriti dei morti, affinché questi si avvicinino al defunto e decidano prima o poi di portarlo con sé nel loro regno.
I tavolieri possono essere realizzati solo da donne anziane e vedove. Ne esistono due modelli, uno con le estremità dritte e uno curve. In ogni villaggio dovrebbero esserci tavolieri di entrambi i tipi; in questo modo, se muore una persona che preferiva un certo tipo di tavoliere, la gente utilizzerà l'altro tipo e ci sarà meno pericolo che lo spirito torni indietro a giocare con loro.
Il gioco è associato anche a una simbologia di guerra o di lotta fra clan. Quando avviene una cattura durante il gioco, il saramaccano di turno solitamente provoca l'avversario con la frase mMi nyam yu p'kin kaba! ("mangio i tuoi bambini!"). Quando la partita termina, il vincitore dice  a kiri mi kaba! ("il perdente è ucciso!").